# Ножной привод
Ножной привод — разновидность мускульного привода.
С давних времен ножной привод применялся в таких устройствах, как гончарный круг, заточной станок, токарный станок, ткацкий станок, а затем и в швейных машинах. Ноги у человека сильнее, чем руки, но в этих случаях ноги используются не потому, что силы рук не хватает, а для того, чтобы освободить руки, необходимые для выполнения технологических операций.
В настоящее время ножной привод применяют в различных подъёмных и тяговых устройствах, например, в лебёдках. Существуют воздушные и водяные насосы с ножным приводом. Ножной привод электрогенератора может использоваться для выработки электричества. Наиболее распространенным в настоящее время является использование ножного привода в велосипедах.

## Галерея

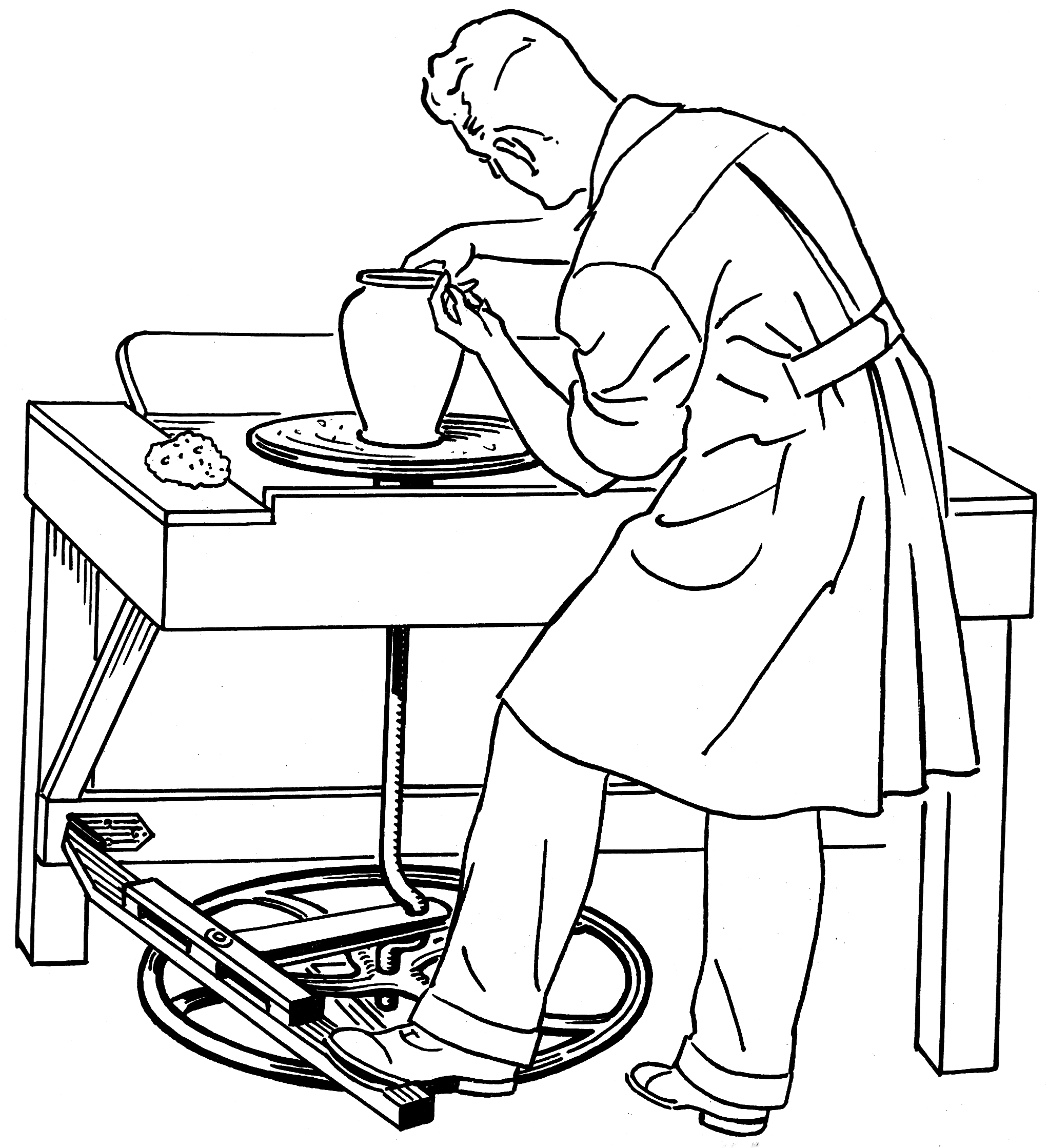
Гончарный круг с ножным приводом
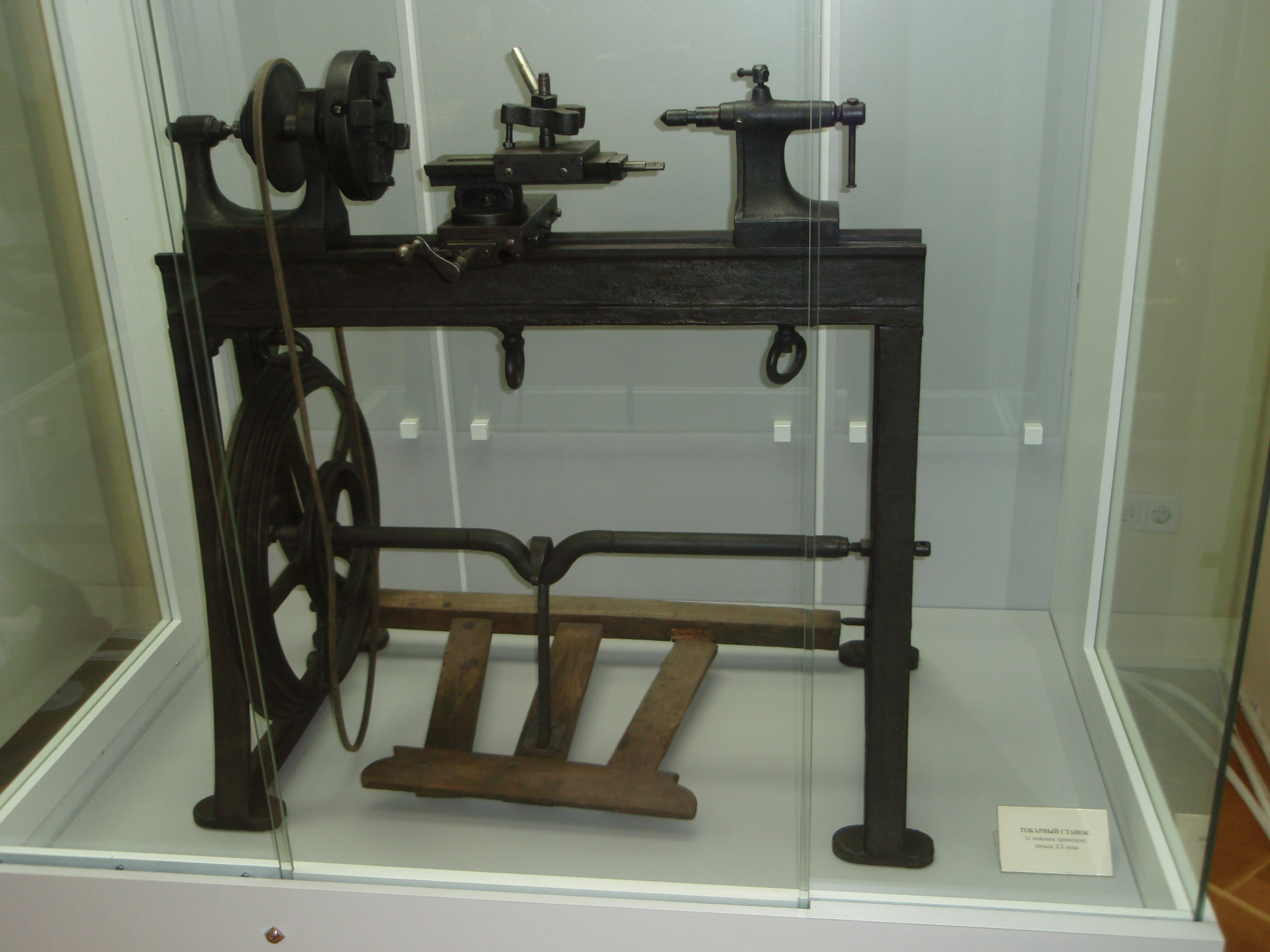
Токарный станок с ножным приводом
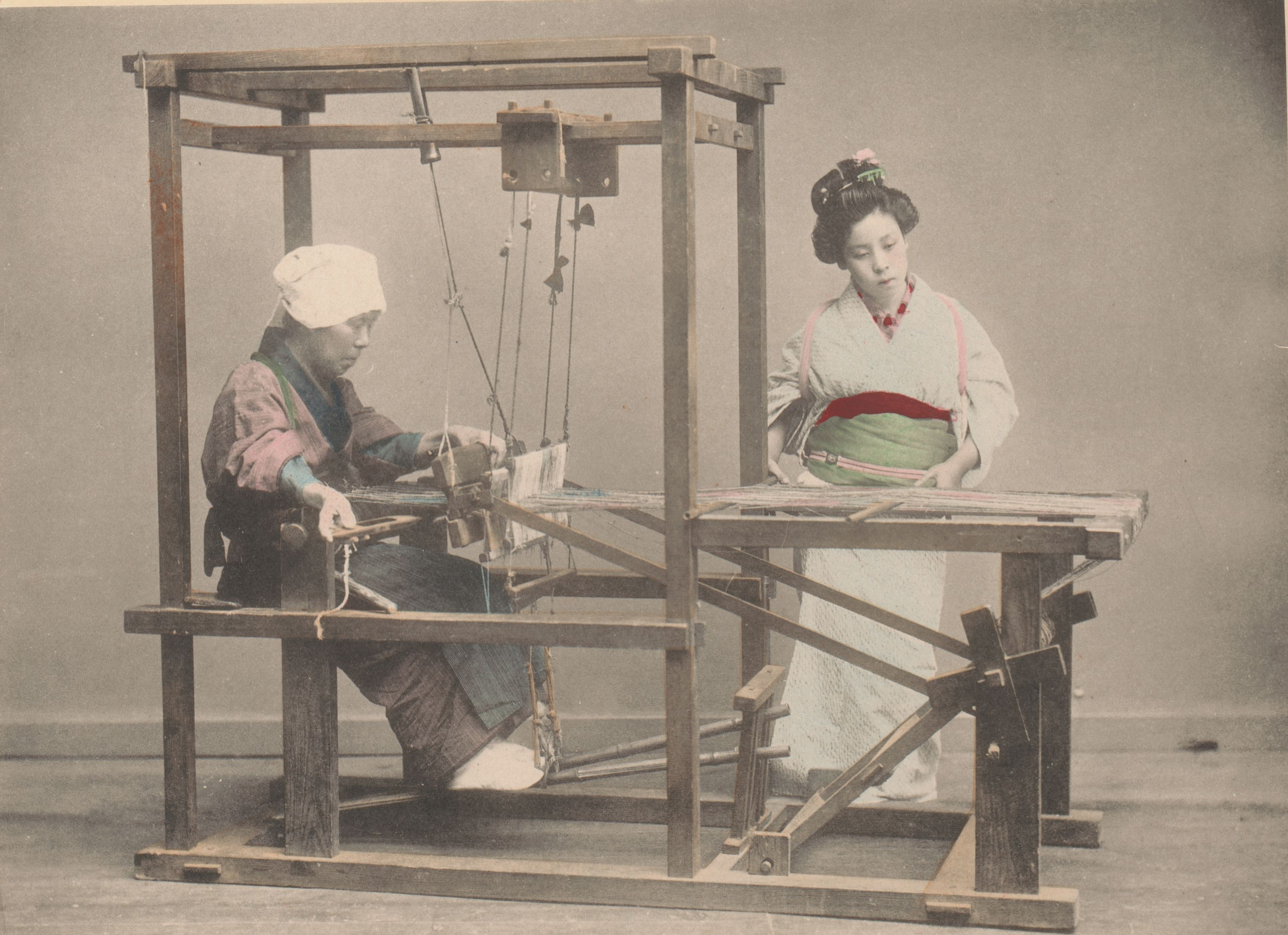
Работа на токарном станке с ножным приводом
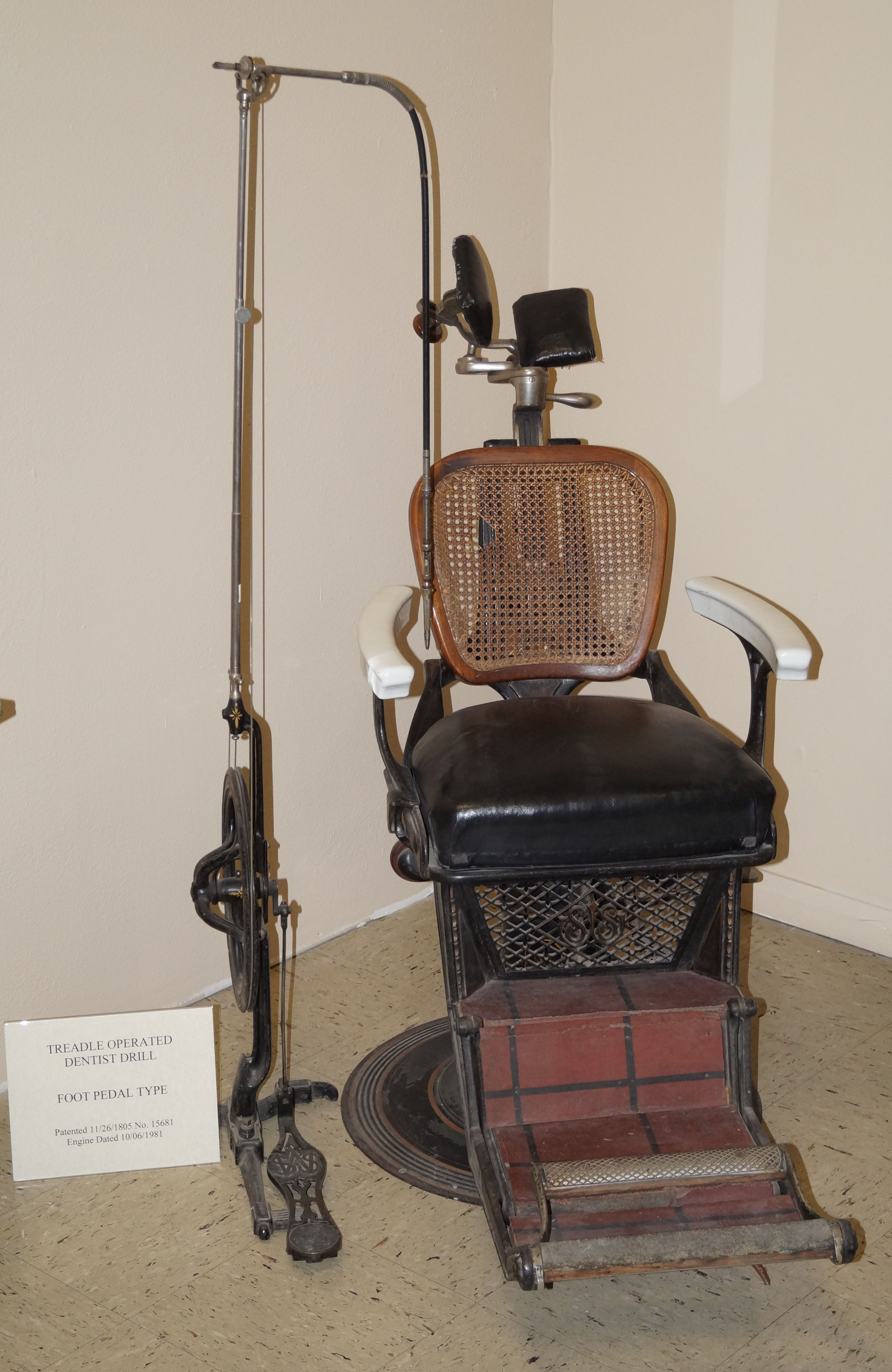
Работа на токарном станке с ножным приводом
- Работа на ткацком станке с ножным приводом
- Стоматологическая бормашина с ножным приводом
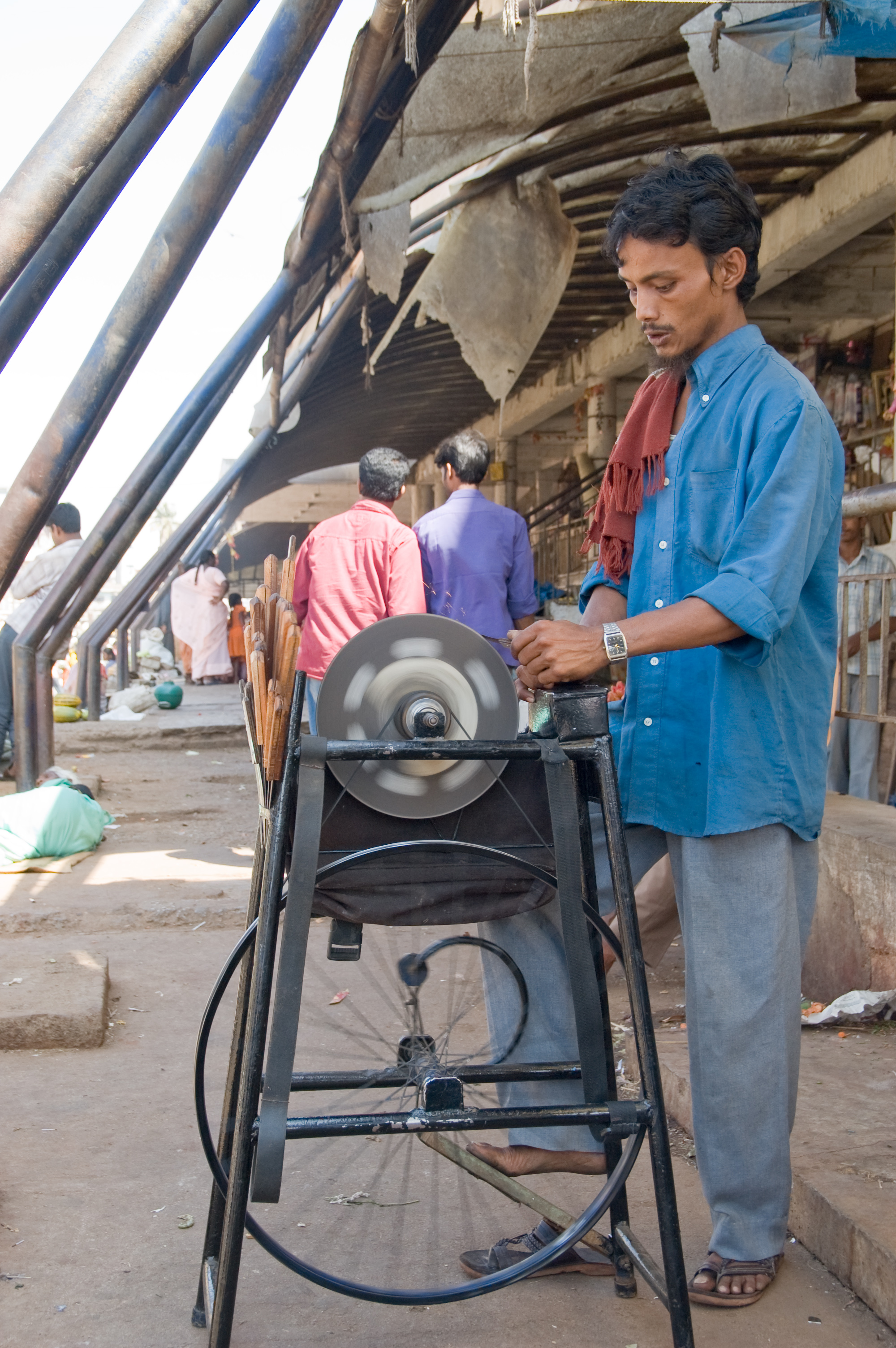
Использование заточного станка с ножным приводом в Индии
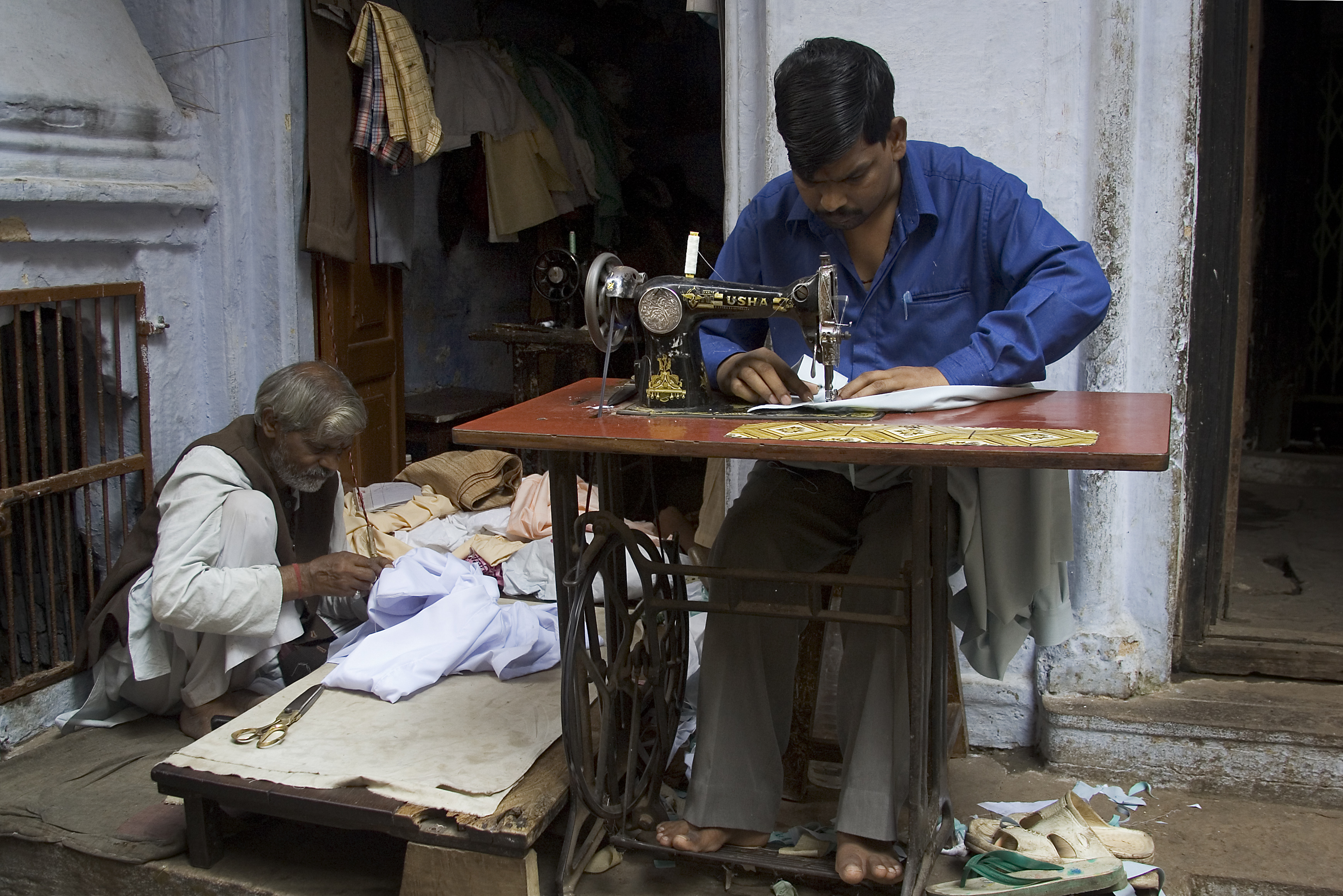
Работа на швейной машине с ножным приводом в Индии
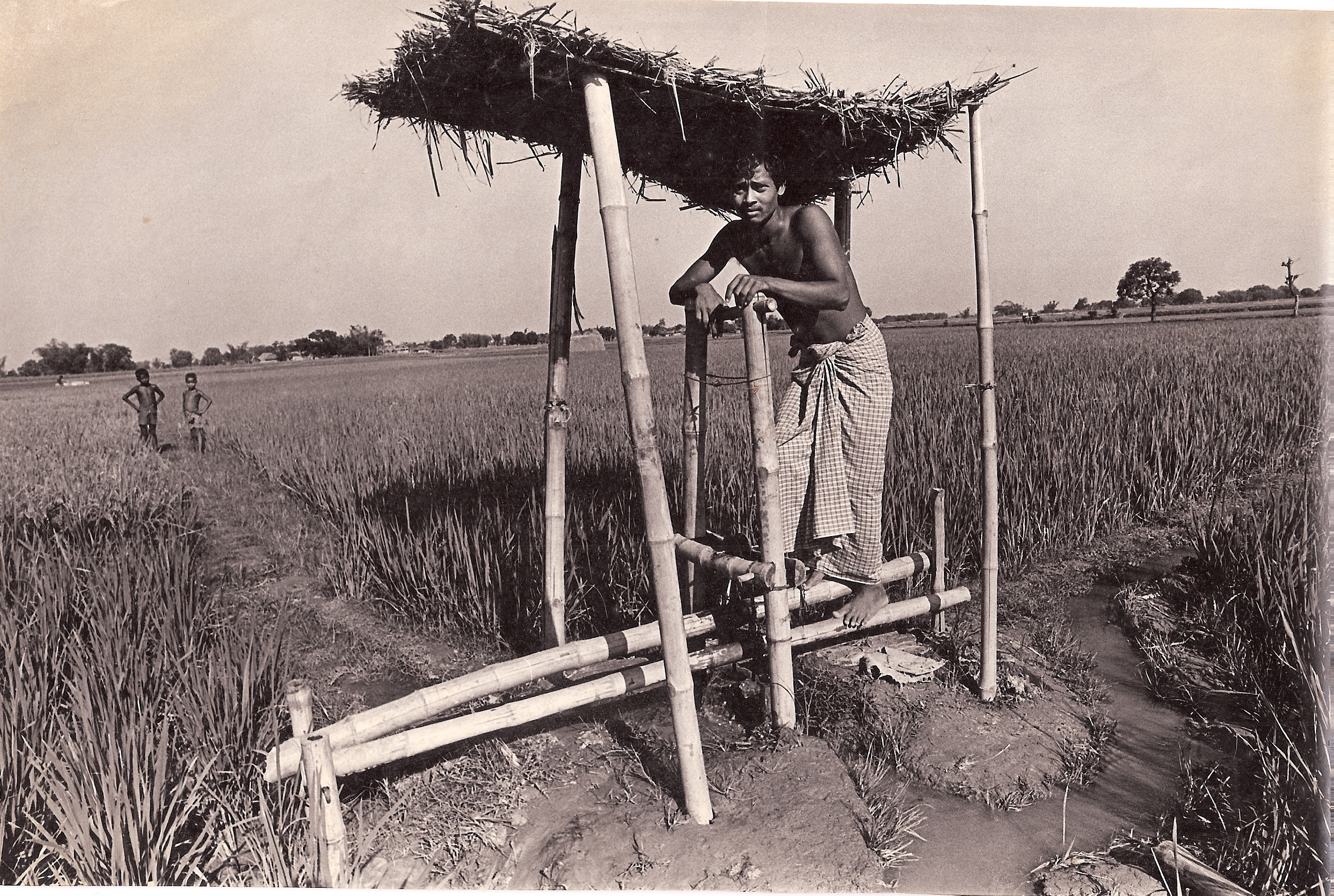
Использование насоса с самодельным ножным приводом в Бангладеше
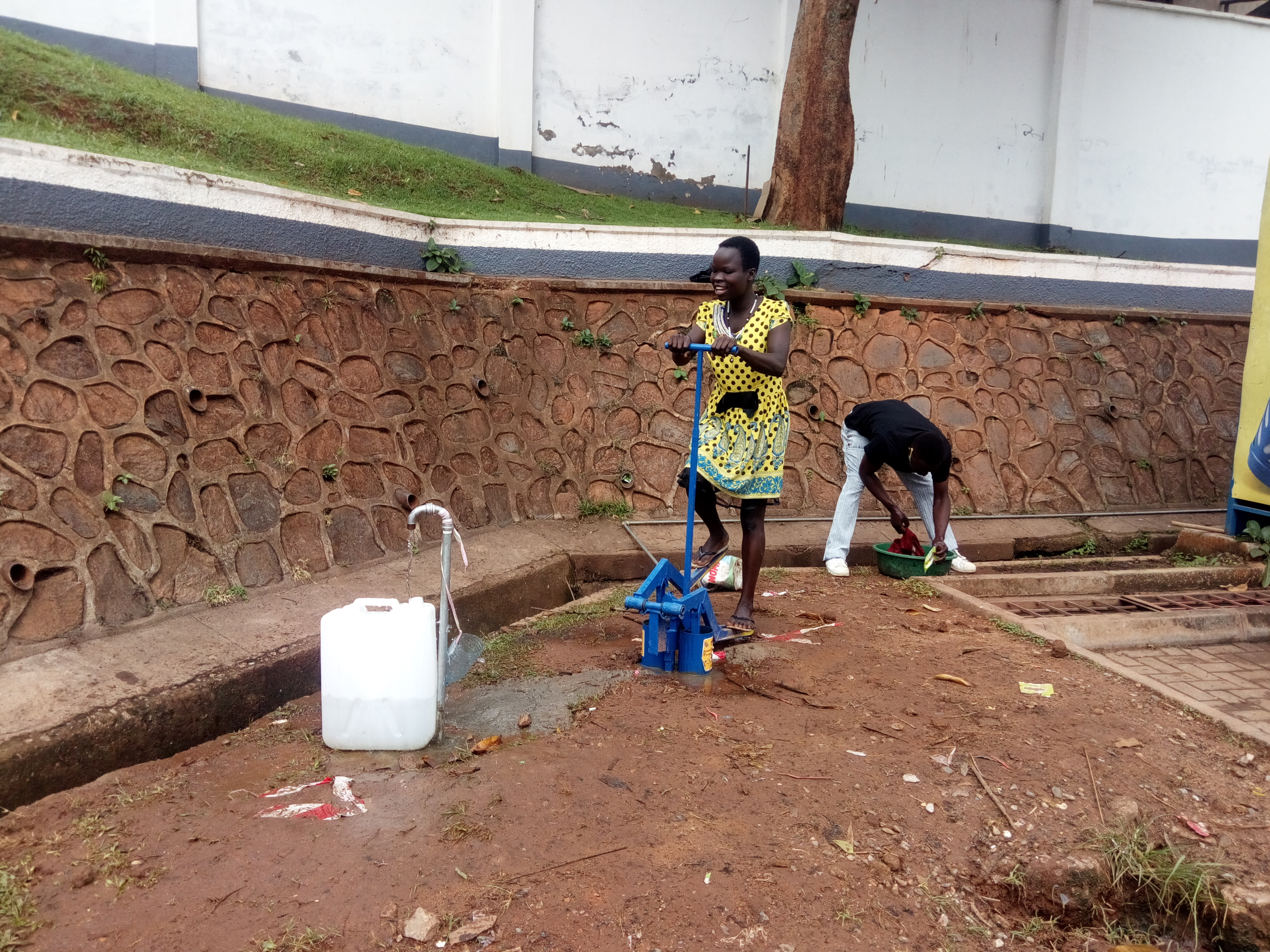
Использование насоса с ножным приводом в Уганде